# サイプリア宗谷
サイプリア宗谷（サイプリアそうや）は、ハートランドフェリーが運航しているフェリー。船名は、礼文島の固有種であるレブンアツモリソウ（Cypripedium）の学名と、地名接尾辞（-ia）を合わせた造語である。

## 概要
クイーン宗谷の代船として内海造船瀬戸田工場で建造され、2008年5月1日に稚内 - 利尻・礼文航路に就航した。本船の就航により、クイーン宗谷は引退、インドネシアへ海外売船された。塗装は「H」をかたどった社章をベースとした日本海を表す濃藍と夕焼け・朝焼けをイメージした茜色のデザインを施す。

### 航路
利尻・礼文航路
- 稚内港 - 鴛泊港（利尻島）・香深港（礼文島）
- 鴛泊港 - 香深港
- 沓形港（利尻島） - 香深港（6月-9月のみ季節運航）

ボレアース宗谷、アマポーラ宗谷と本船の3隻で運航する。

## 設計

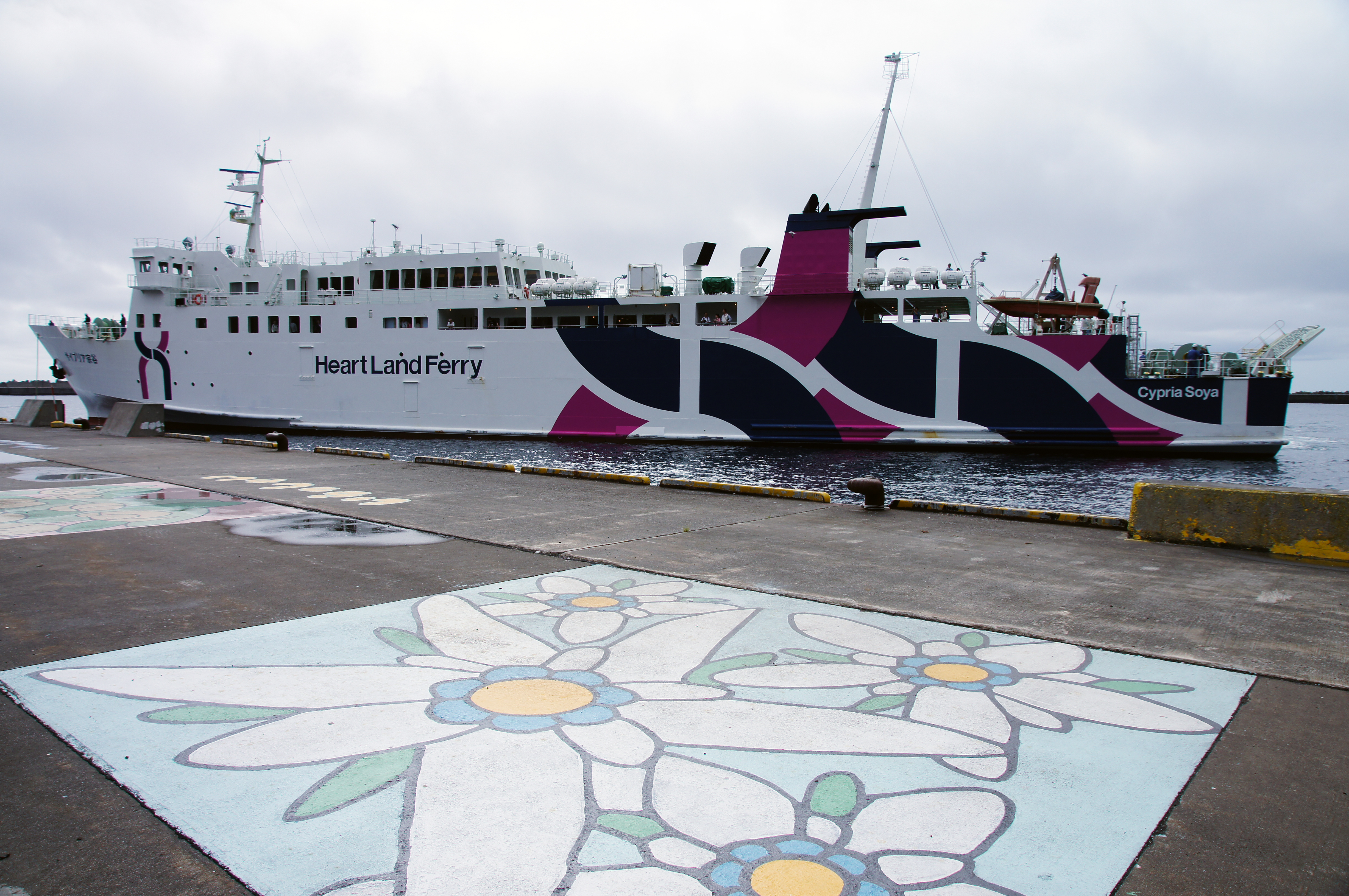
香深港に接岸する「サイプリア宗谷」

船体は3層構造で最上層が操舵室および旅客区画、その下が旅客区画、最下層が車両搭載区画となっている。礼文・利尻航路に就航する船舶としては初めてフィンスタビライザーを装備してる。
高齢者、障害者等の移動等の円滑化の促進に関する法律（バリアフリー新法）に基づいて作成された鉄道・運輸機構の旅客船バリアフリーガイドラインに準拠したバリアフリー高度化船である。通常の船内設備に加えて、高齢者や身障者に対応した客室、多機能トイレ、車いす対応エレベーターなどのバリアフリー設備を備える。

## 船内
船内のデザインコンセプトは「心の旅」と「大自然の優しさに目覚める旅」で、内装は髙島屋グループの髙島屋スペースクリエイツが手がけた。

### 船室
- 特別室（1室）
- 一等 - ラウンジ席、和室（1室）
- 二等 - イス席、座敷席、優先席（バリアフリー対応）

### 設備
- 案内所
- 売店

## 事故・インシデント

### 岸壁への衝突
2008年11月20日、10時38分ごろ、 礼文島香深港の新港中央岸壁へ着岸する際、風速20m/s以上の吹雪で岸壁が見えなくなり、船首が岸壁に衝突した。衝突により本船はバルバス・バウの氷割り板が曲損、付近の外板に亀裂を生じて、船首釣合タンクに浸水した。 事故発生当時、風雪波浪注意報、海上強風警報が発令されていた。香深港の天候は曇りで西南西の風約12m/sだったが、岸壁付近では局所的に雪となり約20m/sの西南西の風が吹き、視程は約20mまで低下していた。事故原因は、強風下の入港中、船長が船位、気象状況などを目測のみで確認しており、吹雪により岸壁が見えなかったことで、通常より進入角度および速力が大きいことに気付かなかったため、とされた。